# 渗流理论
渗流理论（英語：Percolation theory）是数学和统计物理领域中研究随机图上簇的性质的一套理论。举例来说，假设有一多孔材料，求问液体能否从顶端贯穿该材料直至到达底部。渗流理论将此抽象成以下数学问题：建立一有n × n × n个顶点的三维网格模型，相邻顶点的边有p的概率是连接的，或者说有(1-p)的概率是不连接的，每条边连接与否相互独立。渗流理论的基本问题是，当n很大以至于体系可以近似为无限网格时，求问至少存在一条贯穿整个网格的路径（称为渗流）对应的p的范围。这一p的下界，pc，称为渗流阈值。该问题由布罗德本特和汉默斯利于1957年提出，其后相关问题被广泛研究。
上述问题称为边渗流或键渗流（英語：Bond percolation），是渗流理论两种主要的渗流形式之一。另外一种是点渗流（英語：Site percolation），与边渗流不同的是，每个顶点有p的概率是“占有”的；相应有(1-p)的概率是“空缺”的，如果相邻两个顶点皆属于占有则它们之间是连接的。而问题相同：求给定p值时，整个图是否渗流。

## 渗流阈值
根据零一律，一个无限的随机图是否渗流的概率要么为0，要么为1，处于这一转折的临界概率称为渗流阈值，记作pc。少数简单模型的渗流阈值有精确的解析解。例如，一维点阵的边渗流和点渗流阈值均为pc=1，这个解是平凡的；二维方格的渗流阈值曾困扰物理学界20年，直到1980年代由哈里·凯斯滕给出完整证明，其边渗流阈值是1/2（参见Kesten (1982)）。另一种已知精确解的特殊情况是贝特晶格（该模型的每一个顶点有z个近邻顶点，如此延伸，没有回路），{\displaystyle p_{c}={\frac {1}{z-1}}}。
以下给出d维简单立方模型的渗流阈值数据：
| d  | 配位数z | 点渗流                           | 边渗流                           |
| -- | ------- | -------------------------------- | -------------------------------- |
| 2  | 4       | 0.59274601(2)                    | 1/2                              |
| 3  | 6       | 0.3116077(4)                     | 0.2488126(5)                     |
| 4  | 8       | 0.1968861(14),0.19688561(3)      | 0.1601314(13), 0.16013122(6)     |
| 5  | 10      | 0.1407966(15), 0.14079633(4)     | 0.118172(1), 0.11817145(3)       |
| 6  | 12      | 0.109017(2), 0.109016661(8)      | 0.0942019(6), 0.09420165(2)      |
| 7  | 14      | 0.0889511(9), 0.088951121(1),    | 0.0786752(3), 0.078675230(2)     |
| 8  | 16      | 0.0752101(5), 0.075210128(1)     | 0.06770839(7), 0.0677084181(3)   |
| 9  | 18      | 0.0652095(3), 0.0652095348(6)    | 0.05949601(5), 0.0594960034(1)   |
| 10 | 20      | 0.0575930(1), 0.0575929488(4)    | 0.05309258(4), 0.0530925842(2)   |
| 11 | 22      | 0.05158971(8), 0.0515896843(2)   | 0.04794969(1), 0.04794968373(8)  |
| 12 | 24      | 0.04673099(6), 0.0467309755(1)   | 0.04372386(1), 0.04372385825(10) |
| 13 | 26      | 0.04271508(8), 0.04271507960(10) | 0.04018762(1), 0.04018761703(6)  |

实际计算中，当网格边长n较大时，比如n=100，一个体系是否渗流的概率在pc附近的变化已经非常尖锐。

## 渗流临界指数
模型在渗流阈值附近的行为可视作一种相变，因为有些表征性质的物理量是发散的，比如簇的期望大小。标度理论认为模型在渗流阈值的性质可以用一系列临界指数描述。例如，相互连接的点（点渗流）或边（边渗流）构成一个簇。当{\displaystyle p=p_{c}}时，簇大小的分布趋于{\displaystyle n_{s}\sim s^{-\tau },(s\rightarrow \infty )}，其中{\displaystyle s}为簇的大小，{\displaystyle n_{s}}为该大小的簇出现的概率，{\displaystyle \tau }为费舍尔指数（Fischer exponent）。
又如，两个距离为{\displaystyle {\vec {r}}\,\!}的点属于同一个簇的概率呈{\displaystyle g({\vec {r}})\sim |{\vec {r}}|^{-d+(2+\eta )}\,\!}指数衰减，其中{\displaystyle \eta }为反常维度（Anomalous dimension）。
在渗流阈值时，无限的簇可视作一分形。以该无限的簇上的一点为中心，长度为{\displaystyle L}半径范围内属于该簇点的个数（簇的质量）满足{\displaystyle M(L)=L^{d_{\mathrm {f} }}}，{\displaystyle d_{\mathrm {f} }}称为分形维度（Fractal dimension）。以上三个指数满足
{\displaystyle \tau ={\frac {d}{d_{\text{f}}}}+1\,\!}
{\displaystyle \eta =2+d-2d_{\text{f}}\,\!}
渗流临界指数及关系也是渗流理论研究的重要内容。

## 相关
- 普遍性 (物理学)
- ER随机图